# Hymenophyllum falklandicum
Hymenophyllum falklandicum är en hinnbräkenväxtart som beskrevs av Bak. Hymenophyllum falklandicum ingår i släktet Hymenophyllum och familjen Hymenophyllaceae. Inga underarter finns listade.